# Radu Niculescu-Cociu
Radu Niculescu-Cociu (n. 28 decembrie 1888 – d. 16 decembrie 1979) a fost un general român care a luptat în cel de-al Doilea Război Mondial.
Generalul Radu Niculescu-Cociu a fost trecut în rezervă pe data de 18 martie 1944. În cadrul procesului intentat generalului Aurel Aldea în 1946, Radu Niculescu-Cociu a fost judecător la Curtea Militară de Casare și Justiție, împreună cu generalii Mihail Lascăr, Constantin Argeșanu, Ilie Crețulescu și Grigore Nicolau și cu colonelul Alexandru Burada. Curtea Militară de Casare și Justiție l-a condamnat pe generalul Aurel Aldea la muncă silnică pe viață pentru complotare împotriva statului, la 3 ani închisoare corecțională și 200.000 lei amendă pentru procurare de documente publice interesând ordinea de stat și la 10 ani detenție riguroasă, 5 ani de degradare civică și 50.000 lei cheltuieli de judecată pentru răzvrătire.

## Decorații
- Ordinul „Coroana României” în gradul de Comandor (8 iunie 1940)[4]
- Ordinul „23 August” clasa a III-a (10 august 1964) „pentru merite deosebite în opera de construire a socialismului, cu prilejul celei de a XX-a aniversări a eliberării patriei”[5]